# Europameisterschaften im Modernen Fünfkampf 2012
Die Europameisterschaften im Modernen Fünfkampf 2012 fanden vom 4. bis 10. Juli 2012 in Sofia, Bulgarien, statt.
Neu im Programm war ab diesem Jahr die Mixed-Staffel, die zu den bisherigen Einzel-, Mannschafts- und Staffelwettbewerben der Herren und Damen hinzukam.

## Herren

### Einzel
| Platz | Land    | Sportler         |
| ----- | ------- | ---------------- |
| 1     | Italien | Riccardo De Luca |
| 2     | Ungarn  | Róbert Kasza     |
| 3     | Ungarn  | Bence Demeter    |

### Mannschaft
| Platz | Land       | Sportler                                      |
| ----- | ---------- | --------------------------------------------- |
| 1     | Russland   | Andrei Moissejew Ilja Frolow Alexander Lessun |
| 2     | Ungarn     | Róbert Kasza Ádám Marosi Bence Demeter        |
| 3     | Tschechien | Jan Kuf Michal Michalík Michal Sedlecký       |

### Staffel
| Platz | Land     | Sportler                                                  |
| ----- | -------- | --------------------------------------------------------- |
| 1     | Russland | Sergei Karjakin Ilja Frolow Alexander Sawkin              |
| 2     | Ukraine  | Dmytro Kirpuljanskyj Ruslan Nakonečnyj Oleksandr Mordasov |
| 3     | Belarus  | Michail Micik Aljaksandr Wassiljonak Raman Pinčuk         |

## Damen

### Einzel
| Platz | Land    | Sportlerin                         |
| ----- | ------- | ---------------------------------- |
| 1     | Litauen | Laura Asadauskaitė-Zadneprovskienė |
| 2     | Ukraine | Iryna Chochlowa                    |
| 3     | Ukraine | Hanna Burjak                       |

### Mannschaft
| Platz | Land                   | Sportlerinnen                                                     |
| ----- | ---------------------- | ----------------------------------------------------------------- |
| 1     | Russland               | Jewdokija Gretschischnikowa Jekaterina Churaskina Donata Rimšaitė |
| 2     | Vereinigtes Königreich | Katy Burke Heather Fell Freyja Prentice                           |
| 3     | Ungarn                 | Adrienn Tóth Sarolta Kovács Leila Gyenesei                        |

### Staffel
| Platz | Land                   | Sportlerinnen                                             |
| ----- | ---------------------- | --------------------------------------------------------- |
| 1     | Russland               | Anna Sawtschenko Swetlana Lebedewa Donata Rimšaitė        |
| 2     | Polen                  | Sylwia Gawlikowska Katarzyna Wójcik Aleksandra Skarzyńska |
| 3     | Vereinigtes Königreich | Katy Burke Heather Fell Freyja Prentice                   |

## Mixed
| Platz | Land       | Sportler                                             |
| ----- | ---------- | ---------------------------------------------------- |
| 1     | Belarus    | Nastassja Prakapenka Michail Prokopenko              |
| 2     | Litauen    | Laura Asadauskaitė-Zadneprovskienė Justinas Kinderis |
| 3     | Tschechien | Natalie Dianová David Svoboda                        |

## Medaillenspiegel
| Platz | Land                   | Goldmedaille | Silbermedaille | Bronzemedaille |
| 1     | Russland               | 4            | –              | –              |
| 2     | Litauen                | 1            | 1              | –              |
| 3     | Belarus                | 1            | –              | 1              |
| 4     | Italien                | 1            | –              | –              |
| 5     | Ungarn                 | –            | 2              | 2              |
| 6     | Ukraine                | –            | 2              | 1              |
| 7     | Vereinigtes Königreich | –            | 1              | 1              |
| 8     | Polen                  | –            | 1              | –              |
| 9     | Tschechien             | –            | –              | 2              |